# Arkema (Multi50)
Arkema est un voilier trimaran conçu pour la course au large, il fait partie de la classe Ocean Fifty.
Il prend les couleurs de Lalou Multi en 2019, de Leyton en 2020, The Arch en 2021 et des P'tits Doudous depuis septembre 2021.

## Historique

### Arkema
Conçu par Lalou Roucayrol et Romaric Neyhousser, il est mis à l'eau en 2013 sous les couleurs d'Arkema.
En juin 2013, le multicoque remporte la Route des Princes devant FenêtréA-Cardinal et Actual.
Pour sa première transatlantique avec le multicoque, Lalou Roucayrol prend le départ de la Transat Jacques Vabre avec Mayeul Riffet. Le 10 novembre 2013, le trimaran chavire au large du Portugal,. Le duo reste à bord du voilier retourné pendant 3 jours en attendant le remorqueur West dépêché pour convoyer la bateau et son équipage vers Madère,. Le 29 mars 2014 commence le convoyage entre Caniçal et Las Palmas aux Canaries, l'équipage utilise des ailes de kitesurf pour tracter le multicoque sans mât. Quatre jours seront nécessaires pour parcourir les 300 milles,. Un nouveau mât est livré aux Canaries par le catamaran Étoile Magique,.
Pour son retour à la compétition, le multicoque termine à la 4e place du Trophée Prince de Bretagne en août 2014.
Le 14 novembre 2014, le trimaran est le deuxième Multi 50 à franchir la ligne d'arrivée de la Route du Rhum à Pointe-à-Pitre.
Pour la Transat Jacques Vabre 2015, Lalou Roucayrol prend le départ avec César Dohy. Le duo arrive à la troisième place à Itajaí après avoir fait une courte escale à Salvador de Bahia pour réparer la coque centrale du trimaran.
En mai 2016, le multicoque toujours emmené par Lalou Roucayrol termine deuxième de la Transat Anglaise. Pour la Transat Québec-Saint-Malo, Lalou Roucayrol prend le départ avec César Dohy, Étienne Cara et Karine Fauconnier. L'équipage remporte la course après 9 jours et 9 heures de course,. En août de la même année, le trimaran remporte également la Drheam Cup et le Trophée Prince de Bretagne.
Début 2017, Lalou Roucayrol fait équiper le trimaran de foils,. Quelques mois plus tard, le multicoque skippé par Lalou Roucayrol et Alex Pella remporte la Transat Jacques Vabre.
Lors de l'hiver 2018, le trimaran rentre en chantier. Il reçoit notamment des panneaux solaires et une éolienne pour améliorer la gestion énergétique à bord. L'informatique à bord a également été rénové dans l'optique des courses à venir comme la Route du Rhum.
La même année, les multicoques remporte le Grand Prix Guyader et le Grand Prix Valdys.
Le 4 novembre 2018, Lalou Roucayrol prend le départ de la Route du Rhum. Le 14 novembre le trimaran, alors 3e au classement à 1 000 milles de l'arrivée, chavire,. Le skipper est récupéré par Pierre Antoine et son trimaran Olmix (vainqueur de l'édition dans la catégorie Rhum Multi). Il est transféré deux jours plus tard à bord du remorqueur Lady Debbie. Le 21 novembre, le voilier est retrouvé à l'endroit, facilitant ainsi le remorquage vers la Guadeloupe. Le trimaran est par la suite ramené en France pour être réparé.

### Lalou Multi
En 2019, le trimaran prend les couleurs de Lalou Multi et remporte le Trophée des Multicoques, le Grand Prix Valdys et le Trophée Multi 50 de Brest.

### Leyton
Pour la saison 2020, Arthur Le Vaillant devient le nouveau skipper du multicoque qui prend les couleurs de Leyton. Pour sa première saison en Multi 50, le skipper rochelais remporte le Grand Prix de Brest.

### The Arch
En 2021, Armel Tripon et un groupe d'une vingtaine d'investisseurs achètent le multicoque de Lalou Roucayrol,.
Au cours de la dernière étape du Pro Sailing Tour entre Toulon et Brest, le trimaran démâte au large du Portugal.

### Les P'tits Doudous
En septembre 2021, le trimaran prend les couleurs des P'tits Doudous,. Il est baptisé le 5 novembre au Havre quelques jours avant le départ de la Transat Jacques Vabre.
Le 7 novembre 2021, Armel Tripon et Benoît Marie prennent le départ de la Route du café. Le duo arrive à la cinquième place à Fort-de-France.
Le 10 avril 2022, lors des 1000 Milles des Sables, le trimaran chavire au large de La Corogne. Armel Tripon est rapidement secouru par les services de secours espagnoles,. Après avoir été récupéré, le trimaran est remis à l'endroit puis remorqué vers la France.
Fin juin, le multicoque est remis à l'eau avec le mât de réserve du trimaran de l'équipe Leyton.

## Palmarès

### 2013 - 2018:Arkema
- 2013 : 
  - 3e de l'Armen Race[48]
  - 1re de la Route des Princes
  - 3e du Trophée Prince de Bretagne[49]
  - 4e du Trophée du Port de Fécamp[50]

- 2014 : 
  - 4e du Trophée Prince de Bretagne
  - 2e de la Route du Rhum

- Arkema au départ de la Transat Jacques Vabre 2015.

2015 : 
- - 2e de l'Armen Race

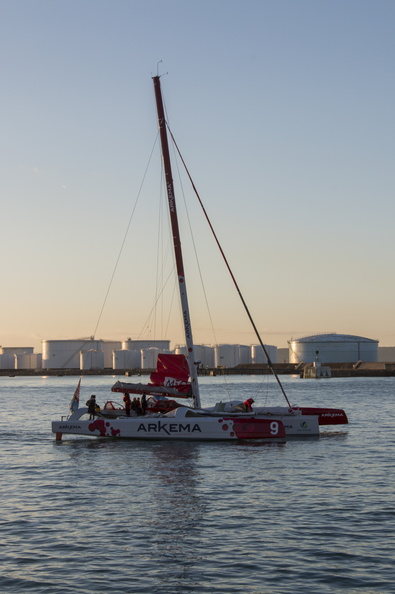
Arkema au départ de la Transat Jacques Vabre 2015.

  - 2e du Grand Prix de Douarnenez
  - 2e du Trophée Prince de Bretagne[51]
  - 2e du Grand Prix de Las Palmas Gran Canaria[52]
  - 3e de la Transat Jacques Vabre

- 2016 : 
  - 2e de la Transat Anglaise
  - 1er de la Transat Québec-Saint-Malo
  - 1er de la Drheam Cup
  - 1er du Trophée Prince de Bretagne

- 2017 : 
  - 2e du Grand Prix Guyader[53]
  - 3e de l'Armen Race[54]
  - 1er de la Transat Jacques Vabre
- 2018:
  - 1er du Grand Prix Guyader
  - 2e du Grand Prix de l'École Navale[55]
  - 2e de la Drheam Cup[56]
  - 2e du Trophée des Multicoques[57]

### 2019:Lalou Multi
- 2019:
  - 1er du Trophée des Multicoques
  - 1er du Grand Prix Valdys
  - 1er du Trophée Multi 50 de Brest

### 2020:Leyton
- 2020:
  - 3e du Trophée des multicoques[58]
  - 1er du Grand Prix de Brest

### 2021:The Arch
- 2021:
  - 6e du Grand Prix de Las Palmas[37]

### 2021-2023:Les P'tits Doudous
- 2021:
  - 5e de la Transat Jacques Vabre

### Depuis 2025:Upwind by MerConcept
- 2025:
  - 5e du Grand Tour Armen Race[59]